# Avi Nesher

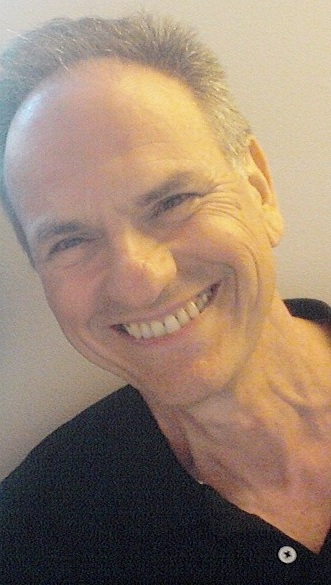
Avi Nesher (2014)

Avi Nesher (* 13. Dezember 1953 in Ramat Gan, Israel) ist ein israelischer Regisseur, Drehbuchautor und Filmproduzent.

## Leben
Nesher begann seine Tätigkeit als Regisseur und Drehbuchautor Ende der 1970er Jahre. Seit Mitte der 1980er Jahre ist er auch als Produzent tätig. Für viele seiner eigenen Produktionen ist er in allen drei Positionen aktiv.

## Filmografie (Auswahl)

### Produktion
- 1995: Automatic
- 1996: Savage – Die Legende aus der Zukunft (Savage)
- 1997: Mars – The Dark Secret (Mars)
- 1998: Legion – Experiment des Todes (The Legion)
- 1998: Mercenary 2 – Söldner des Todes (Mercenary 2)
- 1999: Taxman – Der Steuerfahnder von Brooklyn (Taxman)
- 2001: The Point Men
- 2013: The Wonders
- 2016: Past Life
- 2018: The Other Story

### Regie
- 1979: Drei unter'm Dach (Dizengoff 99)
- 1983: SHE … eine verrückte Reise in die Zukunft (She)
- 1991: Nameless – Total Terminator (Timebomb)
- 1993: Mask of Murder 2 (Doppelgänger) (Doppelganger)
- 1996: Rache – Söldner des Todes (Mercenary)
- 1996: Savage – Die Legende aus der Zukunft
- 1999: Taxman – Der Steuerfahnder von Brooklyn (Taxman)
- 2001: Das Ritual – Im Bann des Bösen (Ritual)
- 2004: Turn Left at the End of the World (Sof Ha'Olam Smola)
- 2007: The Secrets (Ha-Sodot)
- 2010: Ein Sommer in Haifa (Paam Hayiti)
- 2013: The Wonders
- 2016: Past Life
- 2018: The Other Story
- 2021: Image of Victory

### Drehbuch
- 1979: Drei unter'm Dach
- 1983: SHE … eine verrückte Reise in die Zukunft (She)
- 1991: Nameless – Total Terminator (Timebomb)
- 1993: Mask of Murder 2 (Doppelgänger) (Doppelganger)
- 2001: Das Ritual – Im Bann des Bösen (Ritual)
- 2004: Turn Left at the End of the World (Sof Ha'Olam Smola)
- 2007: The Secrets (Ha-Sodot)
- 2010: Ein Sommer in Haifa (Paam Hayiti)
- 2013: The Wonders
- 2016: Past Life
- 2018: The Other Story
- 2021: Image of Victory